# Тишина (Шамац)
Тишина је насељено мјесто у општини Шамац, Република Српска, БиХ. Према попису становништва из 2013. у насељу је живјело 892 становника.

## Географија
Село је подељено на Српску Тишину и Хрватску Тишину. Овде се налази Посебни резерват природе Тишина.

## Становништво
| Демографија | Демографија | Демографија |
| Година      | Становника  | Становника  |
| ----------- | ----------- | ----------- |
| 1948.       | 1.349       |             |
| 1953.       | 1.484       |             |
| 1961.       | 1.527       |             |
| 1971.       | 1.804       |             |
| 1981.       | 2.032       |             |
| 1991.       | 2.032       |             |
| 2013.       | 892         |             |